# Cantón de Cazaubon
El cantón de Cazaubon era una división administrativa francesa, que estaba situada en el departamento de Gers y la región de Mediodía-Pirineos.

## Composición
El cantón estaba formado por catorce comunas:
- Ayzieu
- Campagne-d'Armagnac
- Castex-d'Armagnac
- Cazaubon
- Estang
- Lannemaignan
- Larée
- Lias-d'Armagnac
- Marguestau
- Mauléon-d'Armagnac
- Maupas
- Monclar
- Panjas
- Réans

## Supresión del cantón de Cazaubon
En aplicación del Decreto n.º 2014-254 de 26 de febrero de 2014, el cantón de Cazaubon fue suprimido el 22 de marzo de 2015 y sus 14 comunas pasaron a formar parte del nuevo cantón de Gran Bajo Armañac.